# Ciudad del Fútbol de Las Rozas
La Ciudad del Fútbol de Las Rozas es un complejo deportivo y administrativo propiedad de la Real Federación Española de Fútbol (RFEF), donde esta federación tiene su sede central. Fue inaugurada el 12 de mayo de 2003 y se ubica en el municipio de Las Rozas, Madrid.
Este complejo federativo, es el lugar habitual de concentración de la selección nacional absoluta masculina y femenina, y del resto de selecciones nacionales de la federación. Está integrado por dos áreas, una deportiva, compuesta por un hotel-residencia, un pabellón polideportivo, cuatro campos de fútbol (el central con pistas y 1.300 de aforo), y el edificio técnico, que alberga los despachos del área técnica federativa, vestuarios, gimnasio, servicios médicos y zona de prensa. Por otra parte, el edificio administrativo, alberga las oficinas centrales federativas, el auditorio y el Museo Nacional del Fútbol.

## Historia
Basada en la idea del arquitecto español Gerardo Ayala, autor del proyecto conocido como Génesis, y con un presupuesto de alrededor de 46 millones de euros, la «Ciudad del Fútbol» está construida sobre una superficie de 12 ha, e integra el edificio sede federativo y las instalaciones deportivas de la federación. Fue inaugurada el 12 de mayo de 2003, con un coste total que ascendió a 43,9 millones de euros. Por su parte, el auditorio tomó el nombre de Luis Aragonés, como homenaje al legado del seleccionador nacional, y el museo fue inaugurado el 24 de mayo de 2010, por el entonces Príncipe Felipe junto al presidente federativo Ángel María Villar.
El año de su inauguración, se convirtió a su vez en el lugar de entrenamiento de la primera plantilla del Real Madrid, estrenando sus instalaciones el 18 de septiembre de 2003. Permaneció en este complejo deportivo durante dos temporadas, coincidentes con la época de «Los Galácticos», mientras se realizaban las obras de la nueva ciudad deportiva del club. Al inicio de la temporada 2005/06, se inauguraron las instalaciones de Valdebebas, efectuándose el traslado el 14 de noviembre de 2005.

## Ubicación
La «Ciudad del Fútbol» se encuentra en una zona residencial, junto al parque empresarial de Las Rozas, en un entorno natural privilegiado. Se encuentra a 24 km de la capital, desde la que se llega por la Autovía del Noroeste (A-6), tomando la salida 19.